# 르네 듀프리
르네 고근(René Goguen, 1983년 12월 15일 ~ )는 캐나다의 프로레슬링선수다. 키는 174cm 몸무게는 78kg이다.

## 수상
- WWE 월드 태그팀 챔피언 (구 버전) 1회
- WWE 태그팀 챔피언 (구 버전) 1회